# Nordfjord (Groenland)
De Nordfjord is een fjord in het Nationaal park Noordoost-Groenland in het oosten van Groenland.

## Geografie
De fjord maakt deel uit van het fjordencomplex van de Koning Oscarfjord en Keizer Frans Jozeffjord. De fjord zelf mondt in het zuiden uit op de Keizer Frans Jozeffjord. Hij is noord-zuid georiënteerd met een lengte van ongeveer 30 kilometer en is ongeveer 13 kilometer breed.
In het noordoosten wordt de fjord begrensd door Hudsonland, in het oosten door Gauss Halvø en in het westen Strindbergland. In het noorden mondt de Waltershausengletsjer uit in de fjord en in het oosten de Moskusoksefjord. Via een gletsjerrivier mondt een tak van de Søgletsjer in het westen uit in de fjord.